# Ljusgöl (Fliseryds socken, Småland)
Ljusgöl är en sjö i Mönsterås kommun i Småland och ingår i Emåns huvudavrinningsområde. Sjön är 13,4 meter djup, har en yta på 0,031 kvadratkilometer och befinner sig 23 meter över havet. Vid provfiske har abborre och mört fångats i sjön.